# Eva Ault
Eva Catherine Ault, född 11 oktober 1891, död 1984, var en kanadensisk ishockeyspelare. Hon var känd som "Queen of the Ice",  Aults sägs ha hjälpt till med att popularisera ishockey för kvinnor under början av 1900-talet.
Hon föddes i Aultsville, växte upp i Finch, och flyttade senare till Ottawa med sin familj. Hon blev medlem i Ottawa Alerts, ett lag som bildades 1915 och vars medlemmar kom från Ottawa Ladies' College och den lokala YWCA. Ottawa Alerts besegrade Pittsburgh Ladies Club tre gånger på en dag 1916 för att sedan besegra laget från Toronto dagen efter. Ottawa Alerts blev besegrade i de kanadensiska mästerskapen senare på året, de förlorade mot Cornwall Victorias. Ottawa Alerts besegrade sedermera Pittsburgh Polar Maids 1917 och blev därmed världsmästare. Laget vann senare de kanadensiska mästerskapen under säsongen 1922/1923.
Ault var vice ordförande för Ladies Ontario Hockey Association under 1924 och 1925. Efter att ha dragit sig tillbaka från ishockeyn engagerade hon sig i Minto Skating Club.
Hon gifte sig med James Buels som spelade kanadensisk fotboll för Ottawa Rough Riders.
Ault dog 93 år gammal, 1984 och begravdes på Beechwood-kyrkogården.
Aults livsberättelse var med i ett avsnitt av CBC tv-dokumentär Hockey: A people's History.